# Глен-Рок (Пенсільванія)
Глен-Рок (англ. Glen Rock) — місто (англ. borough) в США, в окрузі Йорк штату Пенсільванія. Населення — 2121 особа (2020).

## Географія
Глен-Рок розташований за координатами 39°47′37″ пн. ш. 76°43′51″ зх. д. / 39.79361° пн. ш. 76.73083° зх. д. (39.793503, -76.730703).  За даними Бюро перепису населення США в 2010 році місто мало площу 2,07 км², уся площа — суходіл.

## Демографія
Згідно з переписом 2010 року, у селищі мешкало 2025 осіб у 785 домогосподарствах у складі 543 родин. Густота населення становила 976 осіб/км².  Було 840 помешкань (405/км²).
Расовий склад населення:
| - 94,6 % — білих - 2,2 % — чорних або афроамериканців - 0,4 % — корінних американців - 0,3 % — азіатів |

До двох чи більше рас належало 1,6 %. Частка іспаномовних становила 2,3 % від усіх жителів.
За віковим діапазоном населення розподілялося таким чином: 26,8 % — особи молодші 18 років, 65,0 % — особи у віці 18—64 років, 8,2 % — особи у віці 65 років та старші. Медіана віку мешканця становила 35,4 року. На 100 осіб жіночої статі у селищі припадало 96,6 чоловіків;  на 100 жінок у віці від 18 років та старших — 96,8 чоловіків також старших 18 років.
Середній дохід на одне домашнє господарство  становив 68 939 доларів США (медіана — 59 549), а середній дохід на одну сім'ю — 74 577 доларів (медіана — 71 429). Медіана доходів становила 56 023 долари для чоловіків та 35 536 доларів для жінок. За межею бідності перебувало 11,2 % осіб, у тому числі 20,7 % дітей у віці до 18 років та 3,8 % осіб у віці 65 років та старших.
Цивільне працевлаштоване населення становило 959 осіб. Основні галузі зайнятості: освіта, охорона здоров'я та соціальна допомога — 21,8 %, виробництво — 17,2 %, науковці, спеціалісти, менеджери — 13,3 %, роздрібна торгівля — 9,9 %.